# Olav Lundanes
Olav Lundanes (ur. 11 listopada 1987) – norweski zawodnik biegający na orientację.
Sukcesy Olava Lundanesa na arenie międzynarodowej rozpoczęły się w 2005 podczas Mistrzostw Świata Juniorów w Biegu na Orientację w Tenero, gdzie zdobył dwa złote medale na dystansie długim oraz w sztafecie. Rok później na Mistrzostwach Świata Juniorów w Druskiennikach zdobył o jeden medal więcej, ale za to ani jednego złotego – zdobył srebrny medal w biegu długim oraz dwa brązowe za bieg średni i sztafetowy.
W 2007 roku stanął na podium wszystkich czterech konkurencji Mistrzostwach Świata Juniorów w Dubbo, zajmując odpowiednio drugie miejsce w sprincie, pierwsze miejsce na dystansie długim i średnim oraz drugie miejsce w sztafecie.
Po sukcesach w zawodach juniorskich, w 2010 roku po raz pierwszy zdobył medal z Mistrzostw Europy, które odbyły się w Primorsku, zajął wtedy drugie miejsce sztafecie. W tym samym roku sięgnął także po raz pierwszy po medal z Mistrzostw Świata, które odbyły się w Trondheim, zdobywając złoto w biegu długim i srebrny w biegu sztafetowym.
Mieszka w Halden, od 2009 roku trenuje w norweskim klubie Halden SK, a wcześniej trenowała w Emblem IL oraz w Østmarka OK.